# 구아바

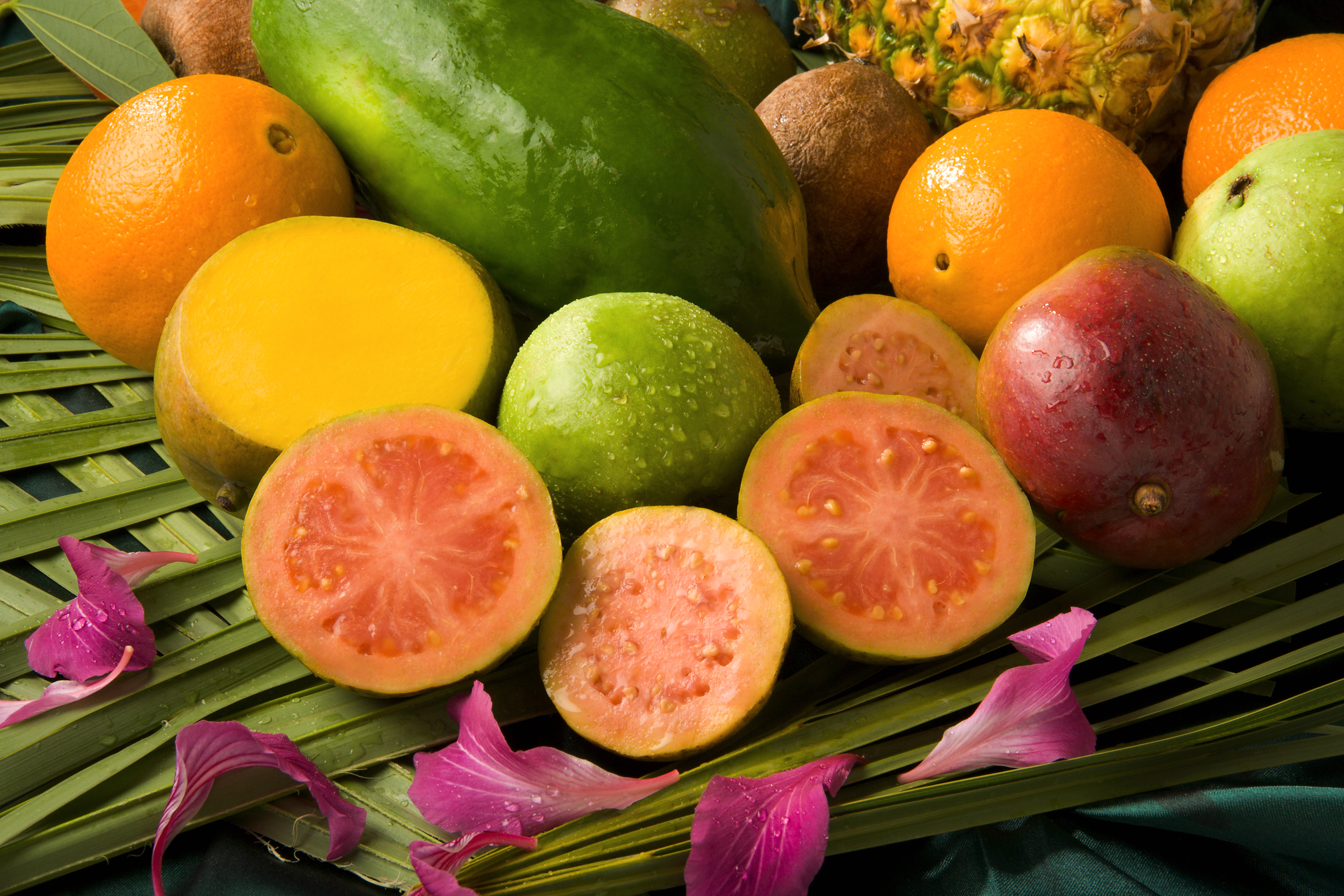
구아바

구아바(영어: Guava)는 구아바속에 속하는 나무의 열매로 멕시코, 중앙아메리카, 카리브 제도와 남아메리카 북부 지역 원산의 열대 과일이다. 구아바, 기니아구아바, 브라질구아바 등이 있다.

## 사진 갤러리

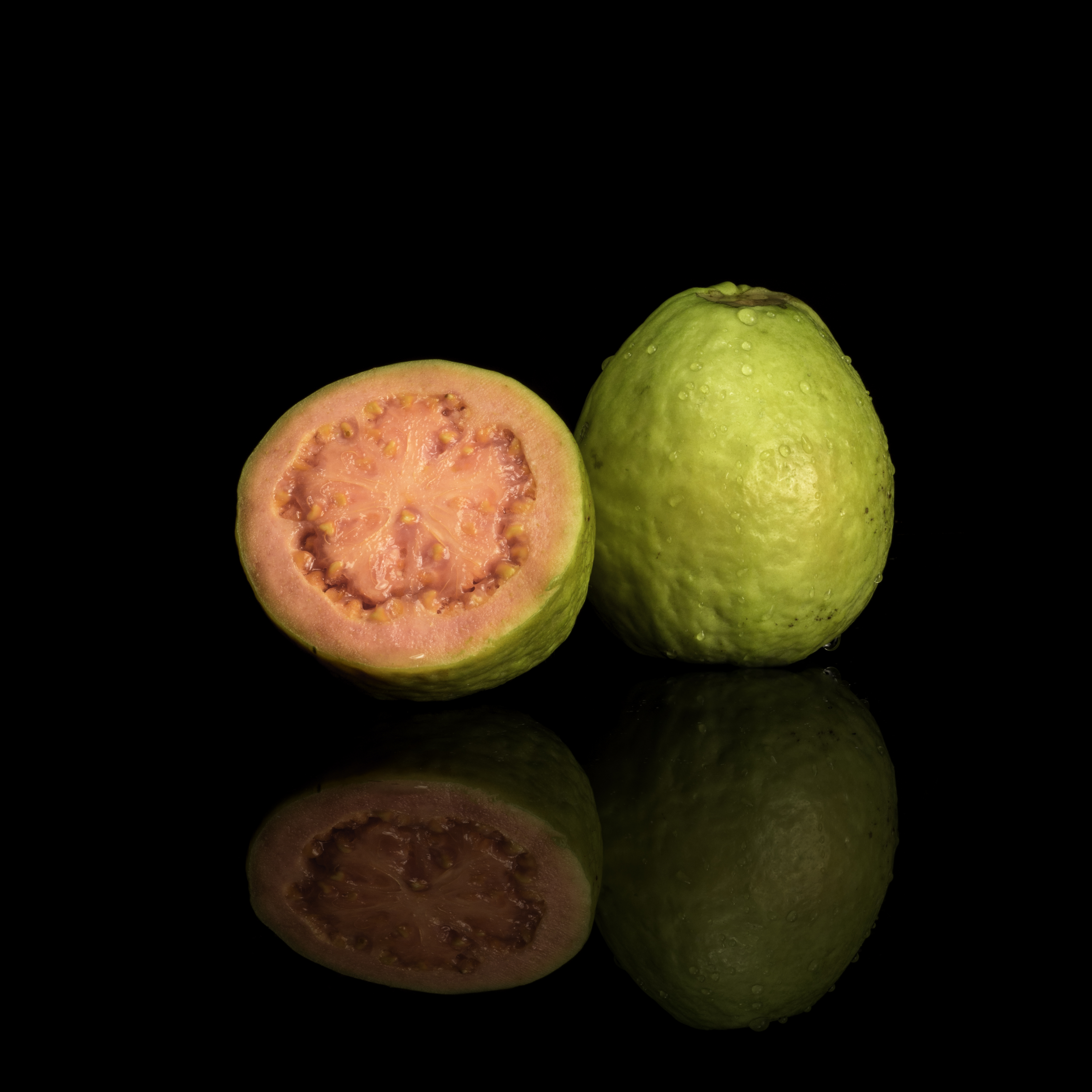
구아바
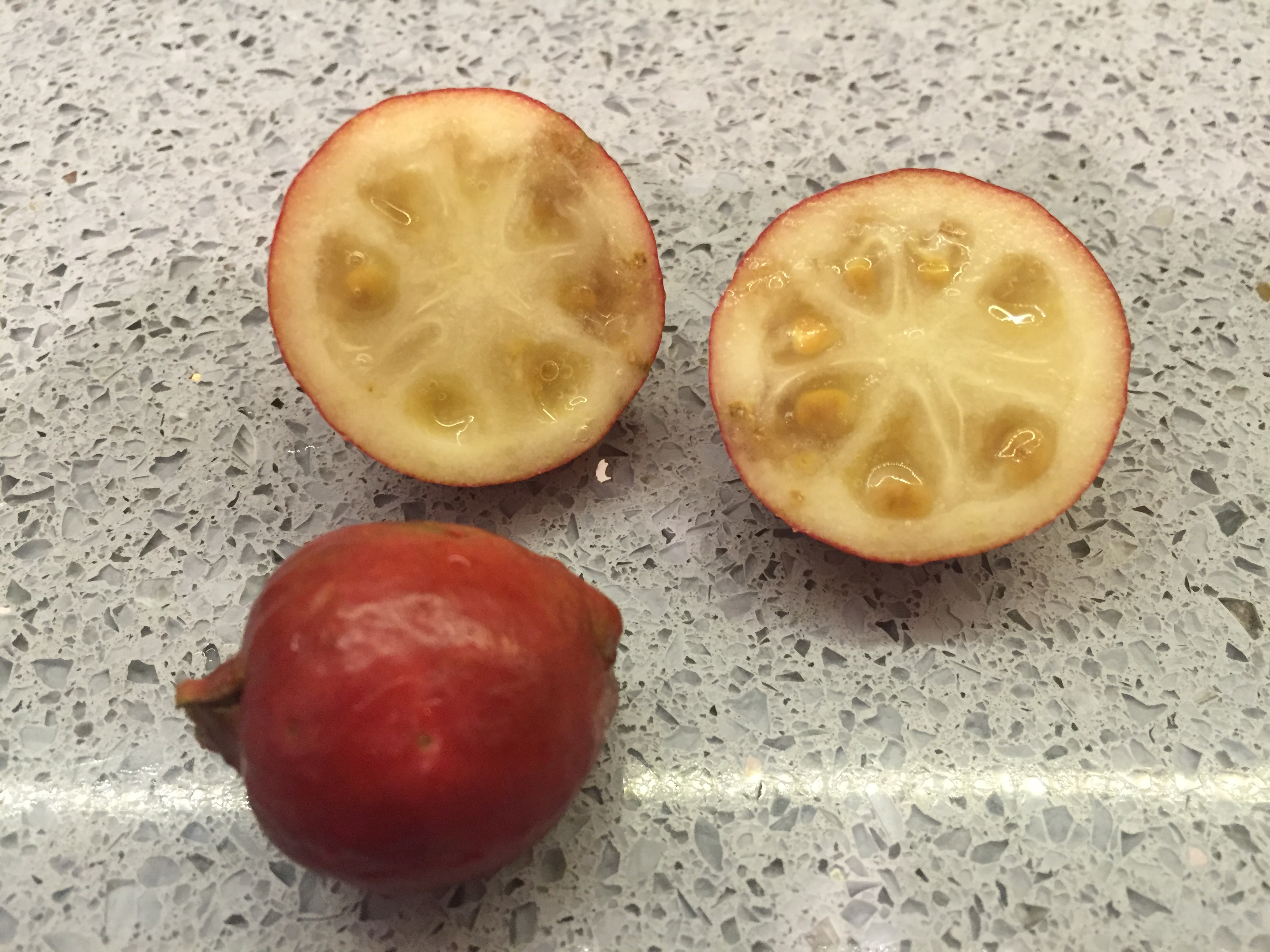
브라질구아바
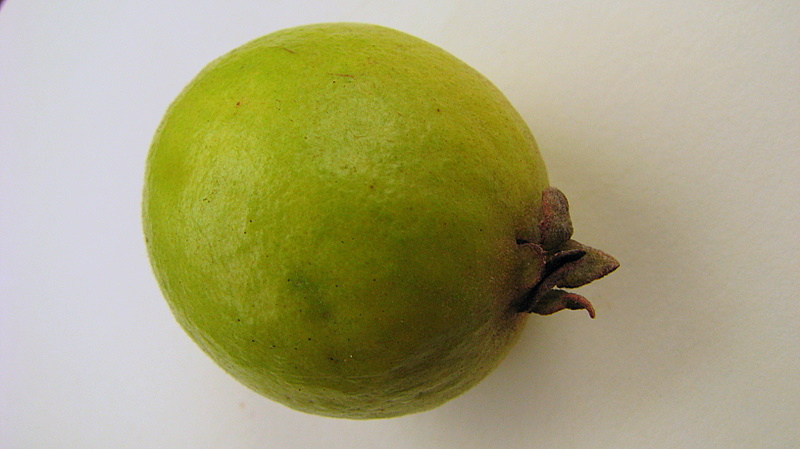
기니아구아바